# Оранж-Уэст (кантон)
Оранж-Уэст (фр. Orange-Ouest) — кантон во Франции, находится в регионе Прованс — Альпы — Лазурный Берег. Департамент кантона — Воклюз. Входит в состав округа Авиньон. Население кантона на 2006 год составляло 24 406 человек.				
Код INSEE кантона — 84 17. Всего в кантон Оранж-Уэст входят 4 коммуны, из них главной коммуной является Оранж.

## Коммуны кантона
| Коммуна        | Население | Почтовый индекс | Код INSEE |
| -------------- | --------- | --------------- | --------- |
| Кадерусс       | 3553      | 84860           | 84027     |
| Шатонёф-дю-Пап | 3926      | 84230           | 84037     |
| Оранж *        | 14181     | 84100           | 84087     |
| Пьолан         | 1536      | 84420           | 84091     |